# 물때까치
물때까치는 참새목 때까치과의 조류다. 러시아, 몽골, 중국 등지에서 번식하고 대한민국에서는 드문 겨울철새로 도래한다. 먹이는 개구리나 메뚜기, 쥐, 작은 새 등이며 먹이를 나뭇가지에 걸어서 저장하는 습성이 있다.
1. ↑  BirdLife International (2016). “Lanius sphenocercus”. 《IUCN 적색 목록》 (IUCN) 2016: e.T103718766A93998234. doi:10.2305/IUCN.UK.2016-3.RLTS.T103718766A93998234.en. 2021년 11월 12일에 확인함.